# Muckenschupf

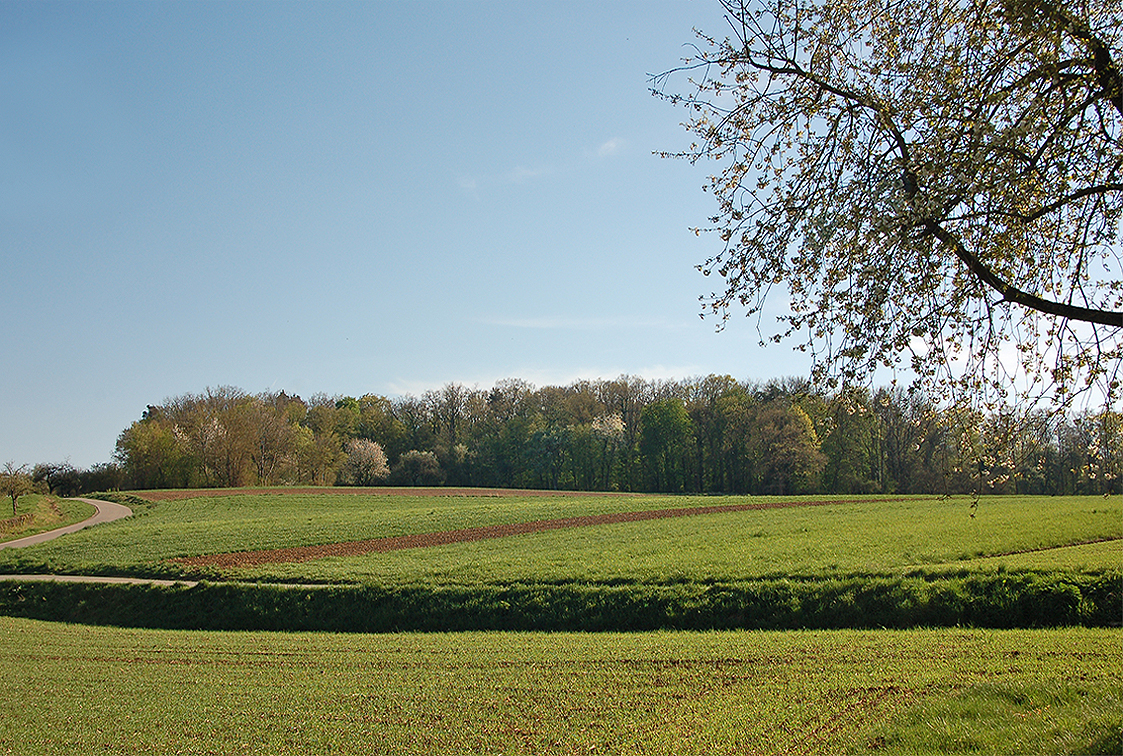
Waldspitze des Muckenschupfs (von der Frauenkirche)

Der Muckenschupf ist ein Wald auf ehemals Unterriexinger Markung der Stadt Markgröningen in Baden-Württemberg, der zum LSG Enztal zwischen dem Leinfelder Hof und Bietigheim-Bissingen gehört.

## Geographie

### Lage und Abgrenzung
Der Muckenschupf südwestlich von Unterriexingen gehört heute vollständig zur Markgröninger Markung und liegt auf einer großteils ertragsschwachen Hochfläche über den Tälern der Glems im Osten und der Enz im Norden. Im Westen wird er durch das Siegen- und Bergtal begrenzt. Im Süden schließen sich fruchtbare Ackerflächen an. Seine Abgrenzung ist seit der Erstellung der Kieserschen Forstkarte 1682 weitgehend konstant. Einschnitte und deren Flurnamen an der Ostflanke, das Weiße Reutfelt und das Reuthfelt, weisen auf zuvor erfolgte Rodungen hin. Vier Teile des Muckenschupfs haben eigenständige Namen: die Waldspitze oberhalb der Frauenkirche, der Mittelwald, der Strittwald beim Weißen Reutfeld und das Vorderholz, ein Streifen an der Südostflanke. Dessen Pendant, das kleine Hinterholz im Süden, gehörte ursprünglich nicht zur Unterriexinger Markung und wurde deshalb nicht zum Muckenschupf gezählt; ebenso das Klepperhölzle (1813 „Keppner-Hölzle“) jenseits des Bergtals.
Rund um den Wald liegen (von Norden im Uhrzeigersinn) die Siedlungen Unterriexingen, Talhausen, Aichholzhof und ein Umspannwerk (alle zu Markgröningen) sowie Pulverdingen und Oberriexingen. Im Gewann Dauseck im Westen verzeichnete Andreas Kieser 1682 eine Wüstung.

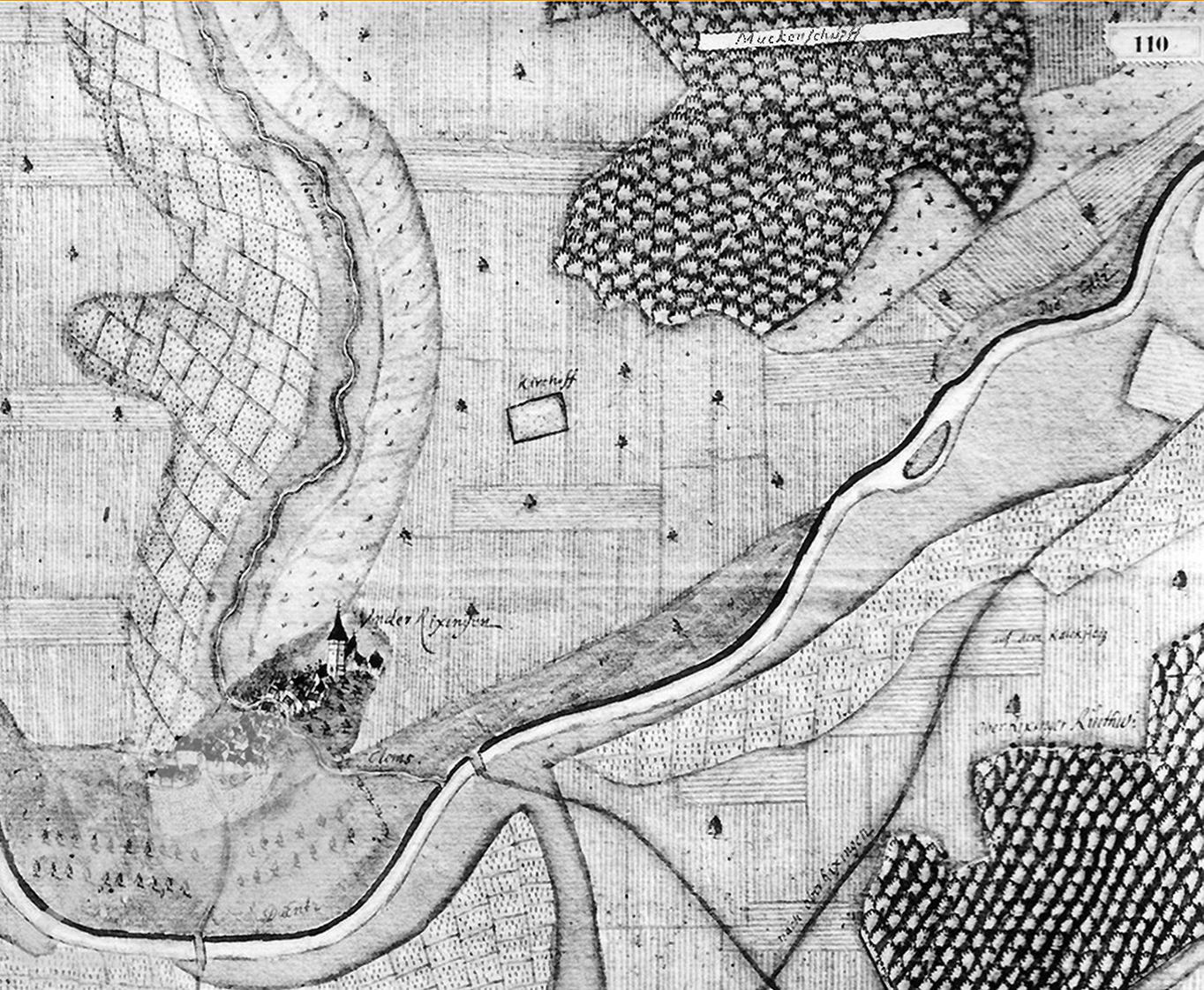
Nordhälfte 1682 auf der Kieserschen Forstkarte (gesüdet)

### Geologie
Der Muckenschupf liegt großteils auf einer Lettenkeuper-Platte, die am Ostrand teilweise von einer Löss-Deckschicht überlagert wird. Wo kein Löss ansteht, finden sich zahlreiche Flussschotter der einst auf dieser Höhe fließenden Enz. Streckenweise steht auch Muschelkalk an, der Karsterscheinungen aufweist: Eine Gruppe von sechs Dolinen wurde als Naturdenkmal unter Schutz gestellt und in das Geotop-Kataster des Geologischen Landesamtes aufgenommen. Niederschläge fließen im Muckenschupf kaum oberflächlich ab. In lehmigen Bereichen bilden sie Feuchtgebiete und zahlreiche Pfützen, ansonsten versickern die Niederschläge weitgehend und fließen im verkarsteten Muschelkalk-Untergrund ab. Der Name des Waldes wird denn auch von Mücken und Schupf (= Gehölz) hergeleitet.

### Naturschutz

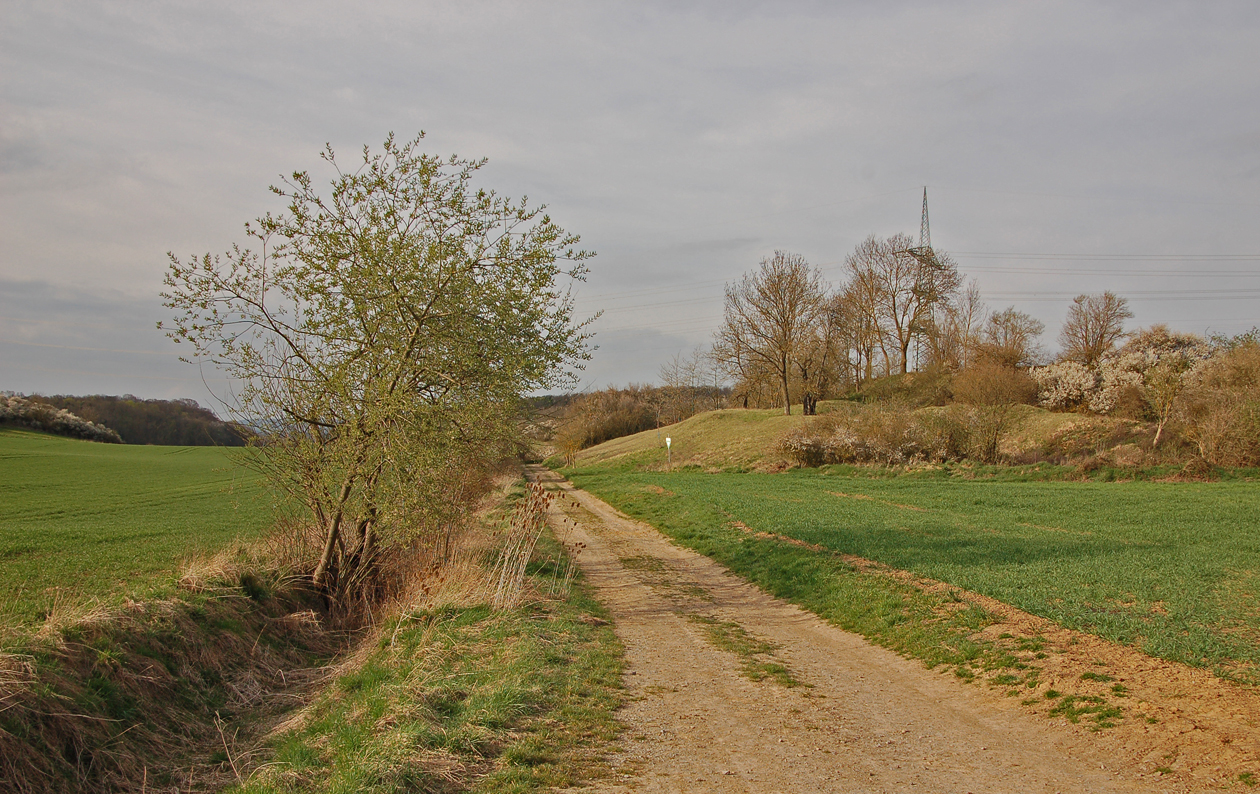
Siegental mit Halbtrockenrasen (von Süden)

Der vielseitige Mischwald gehört zum LSG Enztal zwischen dem Leinfelder Hof und Bietigheim-Bissingen. Im Süden tangiert der Muckenschupf einen kleinen Teil des FFH-Gebiets Strohgäu und unteres Enztal mit artenreichen Halbtrockenrasen im Siegental.
Neben dem geschützten Dolinenfeld sind weitere Naturdenkmale im und am Rand des Muckenschupfs zu finden: der Feuchtwald im Muckenschupf, ein Speierling, der Altholzbestand am Rand des Muckenschupfs und das Feuchtgebiet Kohlplatte in einer alten Rodungskerbe am Nordrand der Weißen Reut.

### Naherholung
Der Muckenschupf erfreut sich großer Beliebtheit als Naherholungsgebiet. Sein Wegenetz wird von Spaziergängern, Joggern, Reitern und Radfahrern frequentiert. Der Rundweg Unterriexingen führt mit den Stationen KZ-Friedhof, Muckenschupf, Baumarten, Mittelwald und Ostlandkreuz durch die Waldspitze im Nordosten und am Waldrand entlang.

## Geschichte

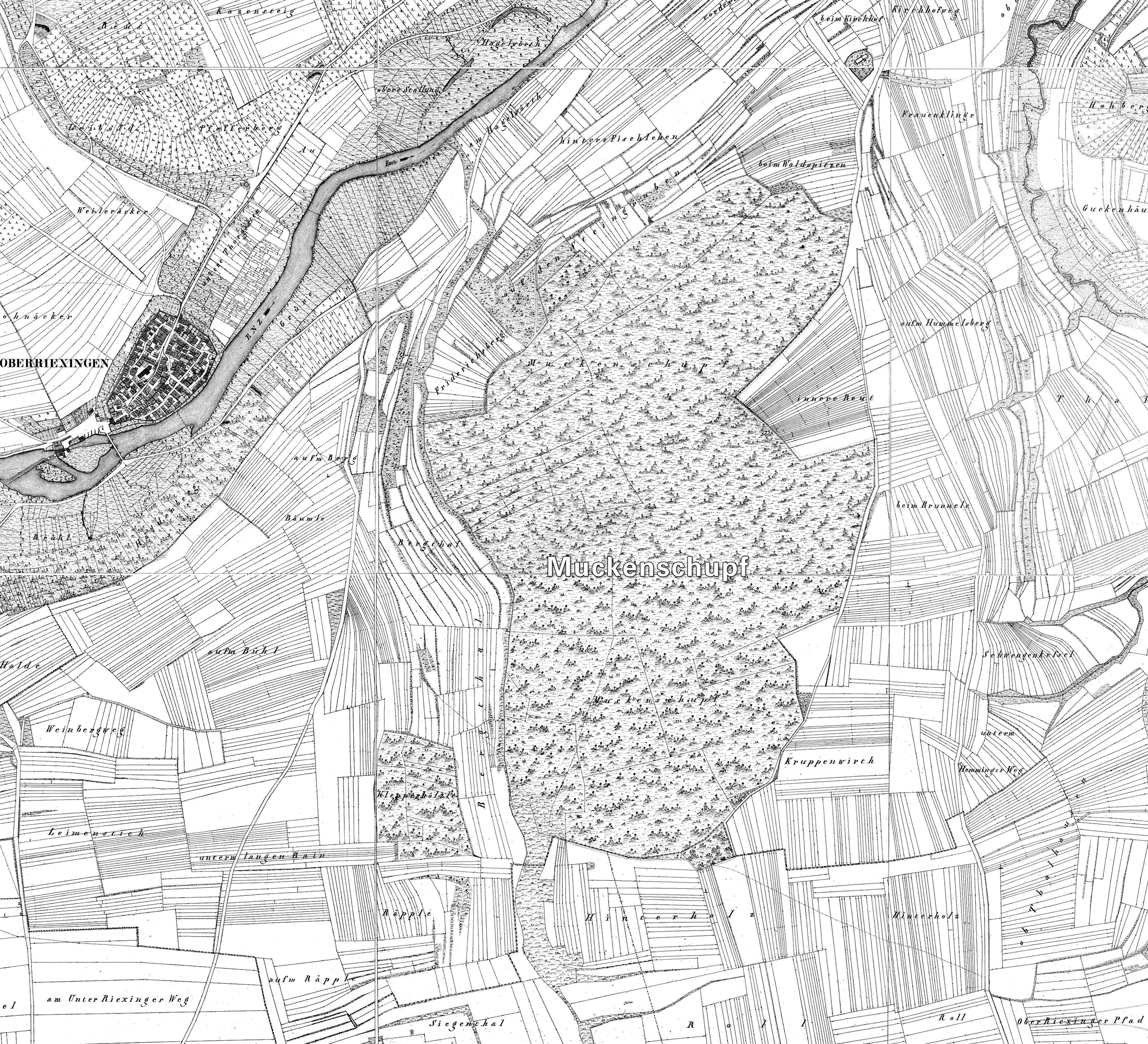
Muckenschupf auf Urflurkarte (1832)

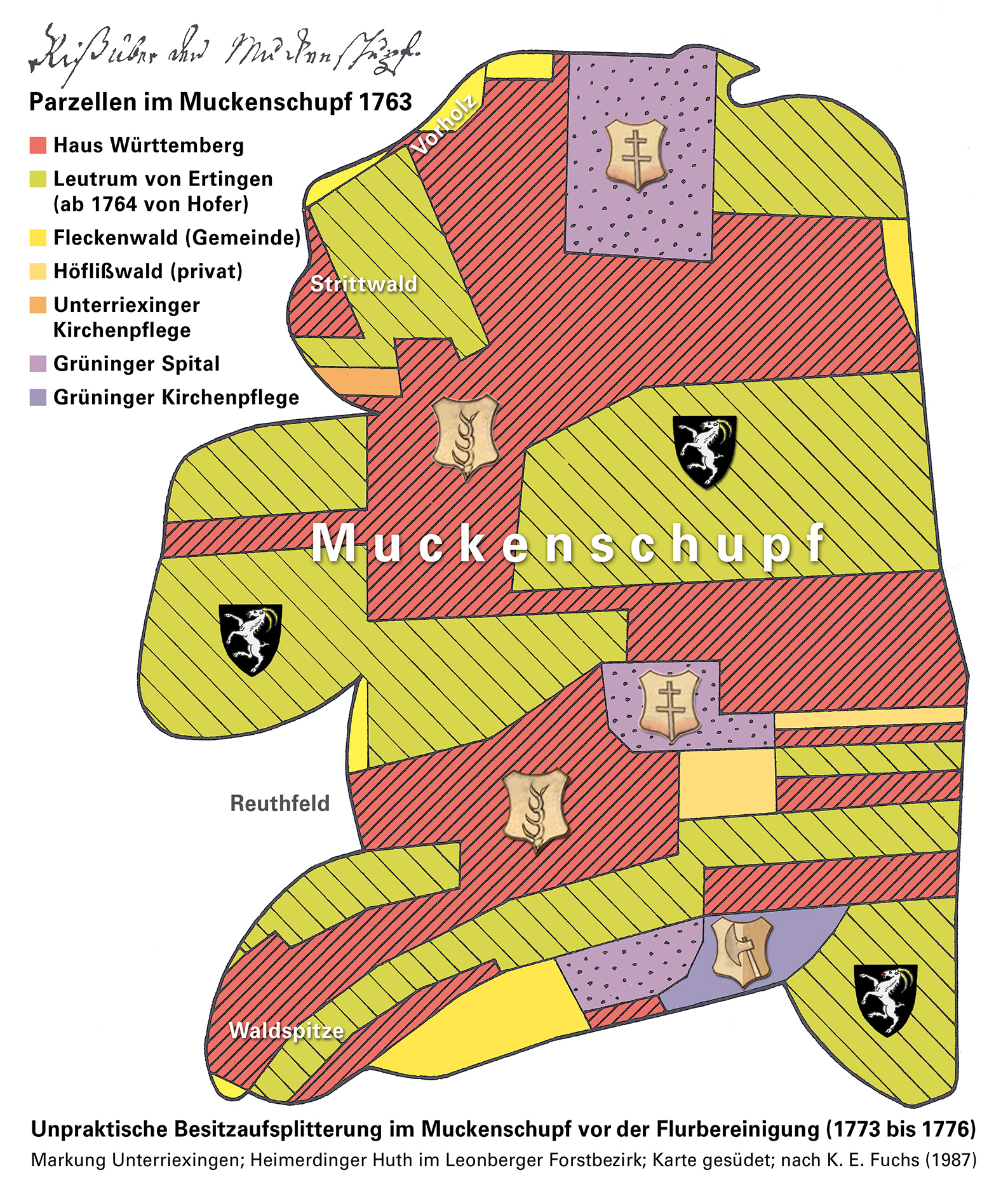
Besitzverhältnisse 1763 vor der Flurbereinigung (gesüdet)

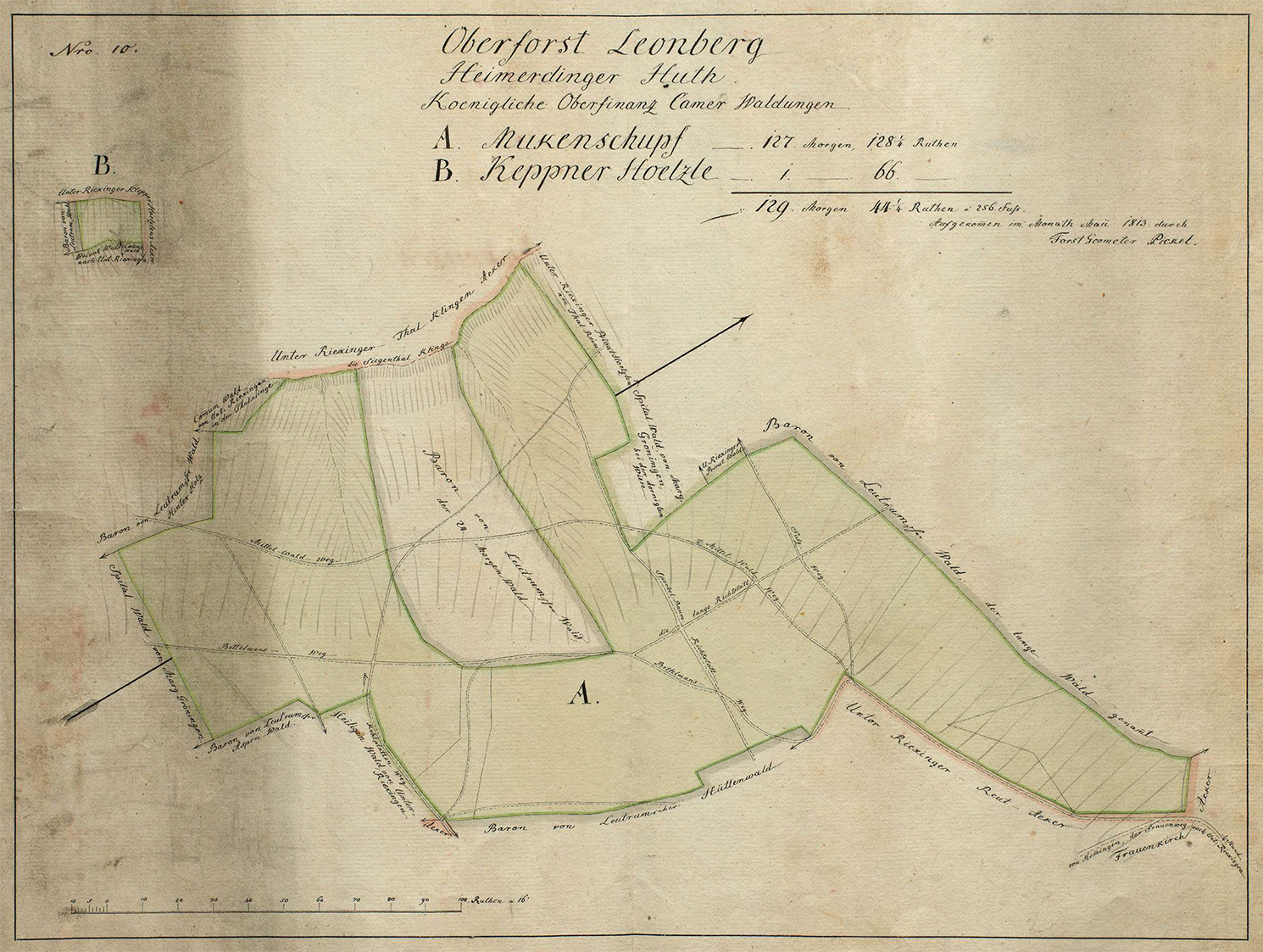
Königlich-württembergischer Waldanteil 1813

Im Rahmen der Neckar-Enz-Stellung wurden in den 1930er Jahren mehrere Bunker im nördlichen Teil des Muckenschupfs errichtet. Diese sind heute noch als Ruinen erhalten.
Am nördlichen Waldrand liegt der Friedhof und die Gedenkstätte für die ehemaligen Insassen des KZ Unterriexingens, ein Außenlager des KZ Natzweiler-Struthof.
Ein hölzernes Ostlandkreuz wurde 1950 am nordöstlichen Rand des Muckenschupfs errichtet. 1975 wurde das morsche Holzkreuz durch ein neues aus Beton ersetzt.

### Historische Relikte
Im Muckenschupf finden sich mehrere vermutlich keltische Grabhügel, die archäologisch noch nicht untersucht wurden, da sie hier nicht durch Baumaßnahmen oder landwirtschaftliche Bearbeitung gefährdet sind.
Entlang der Südflanke verlief einst eine Römerstraße und danach der Alte Vaihinger Weg von Grüningen nach Vaihingen an der Enz.
Zahlreiche historische Grenzsteine zeugen von der früheren Besitzstruktur. Insbesondere die verschiedenen Ortsadels-Geschlechter haben hier Spuren hinterlassen: die Herren von Nippenburg, die Herren von Sternenfels, die Herren von Gaisberg, die Schenk von Winterstetten, die Herren von Sperberseck, die Leutrum von Ertingen und die Freiherren von Hopfer. Hervorragend gearbeitet sind die mit dem Patriarchenkreuz versehenen Steine des Heilig-Geist-Spitals.

### Besitzverhältnisse
Im Herzogtum Württemberg zählte der Muckenschupf zur Heimerdinger Huth im Leonberger Vorst, gehörte allerdings nicht ausschließlich dem Landesherrn, sondern vielen verschiedenen Besitzern, die 1763 auf einer Karte dokumentiert wurden:
- Haus Württemberg, „die gnädigste Herrschaft“ genannt
- Ortsadel, „die gnädige Herrschaft“, hier Leutrum von Ertingen als Nachfolger der Herren von Riexingen
- Grüninger Spitalpflege
- Grüninger Heiligenpflege (Bartholomäuskirche)
- Unterriexinger Heiligenpflege
- Gemeinde Unterriexingen (Fleckenwald)
- Kleine Zipfel Privatwald (Hößlinswald)

Da die Anteile aller Waldbesitzer im Muckenschupf stark zersplittert und teils nicht exakt abgegrenzt waren, wurden sie von 1771 bis 1776 vermessen, zusammengelegt und neu versteint, um Streit zu verhindern und die Bewirtschaftung zu erleichtern.
Ab 1813 wurden die Besitzverhältnisse grundlegend geändert: Die staatliche Forstkammer tauschte Waldflächen mit den Herren Leutrum von Ertingen und dem Heilig-Geist-Spital. Die Forstkammer, die Spitalpflege und die Heiligenpflege von Markgröningen verkauften Waldanteile an die Gemeinde Unterriexingen, die am Ende dieser Prozesse zum größten Anteilshaber wurde.